# بروس گرابلار
بروس گرابلار (انگلیسی: Bruce Grobbelaar؛ زادهٔ ۶ اکتبر ۱۹۵۷) یک بازیکن بازنشسته فوتبال اهل زیمبابوه است.
از باشگاه‌هایی که در آن بازی کرده‌است می‌توان به باشگاه فوتبال لیورپول، باشگاه فوتبال کرو آلکساندرا، باشگاه فوتبال لینکولن سیتی، باشگاه فوتبال اولدهام اتلتیک، باشگاه فوتبال نورتویچ ویکتوریا، باشگاه فوتبال چشام یونایتد، باشگاه فوتبال آکسفورد یونایتد، باشگاه فوتبال ساوت‌همپتون، باشگاه فوتبال بری، باشگاه فوتبال شفیلد ونزدی، باشگاه فوتبال پلیموث آرگیل، و باشگاه فوتبال استوک سیتی اشاره کرد.